# Саммит (фильм)
Саммит (исп. La cordillera) — копродукционный драматический фильм Аргентины, Франции и Испании 2017 года, поставленный режиссёром Сантьяго Митре. Лента была отобрана для участия в секции Особый взгляд на 70-м Каннском международном кинофестивале (2017).

## Сюжет
Действия фильма происходят в Чили, во время саммита президентов стран Латинской Америки, там обсуждаются геополитические стратегии и альянсы. Между тем президент Аргентины Эрнан Бланко переживает политический и семейную драму и пытается бороться с внутренними демонами. Ему придется принять решение, одно из которых повлияет на его и без того непростые отношения с дочкой, а остальное станет важнейшим в его политической карьере.